# Осада Тунета
Осада Тунета — военные действия около города Тунет (ныне Тунис) на завершающем этапе восстания наёмников в Карфагене.
После битвы в ущелье Пилы карфагенский полководец Гамилькар подчинил большую часть ливийских городов и приступил к осаде Тунета, где находился мятежник Матос со своей армией. Гамилькар и его помощник Ганнибал обложили город с двух сторон. Для устрашения врага они устроили показательную казнь Спендия и его товарищей, схваченных перед предыдущим сражением, но Матос позже сделал вылазку, напал на потерявшего бдительность Ганнибала, разгромив его отряд, и распял его на том же кресте, на котором был распят Спендий. После этого Гамилькар отступил к устью реки Баграды.
Карфагенское правительство провело новую мобилизацию и приложило усилия, чтобы примирить Гамилькара и Ганнона. Полководцы помирились, их действия стали более эффективными. Наконец, обе стороны подготовились к решающему сражению, которое, вероятно, произошло у города Малый Лептис. Карфагеняне одержали решающую победу. Матос и многие повстанцы попали в плен.
После этой победы Ганнибал и Ганнон начали осаду мятежных городов Утики и Гиппакрита, и эти города в конце концов были вынуждены сдаться. На этом восстание наёмников в Карфагене завершилось.